# WrestleMania X8
WrestleMania 18 (estilizado como WrestleMania X8) foi o 18º evento anual de luta profissional da WrestleMania em pay-per-view (PPV) produzido pela World Wrestling Federation (WWF, agora WWE). Aconteceu em 17 de março de 2002, no SkyDome em Toronto, Ontário, Canadá, a segunda WrestleMania naquele local depois da WrestleMania VI em abril de 1990. O evento marcou o último evento WrestleMania realizado sob o nome WWF e Attitude Era, como a empresa foi renomeada para World Wrestling Entertainment (WWE) em maio e entrou na Ruthless Aggression Era no final daquele ano. Foi também a última WrestleMania realizada antes da introdução da extensão da marca, apenas uma semana após o evento. A participação recorde para o SkyDome de 68.237 pessoas arrecadou aproximadamente $ 6,1 milhões de CAD ($ 3,9 milhões de dólares). O fim de semana da WrestleMania também incluiu WWF Fan Axxess no Edifício Automotivo da Exposição Nacional Canadense.
Esta WrestleMania seria a primeira aparição de Hulk Hogan na WrestleMania em nove anos, e sua 10ª no geral. Ele competiu nos primeiros nove eventos da WrestleMania, sendo oito dos nove eventos principais (um recorde de todos os tempos) (WrestleMania IV seria o único evento não principal pay-per-view para Hogan). Após a WrestleMania IX, Hogan deixou a WWF no final de 1993 e assinou com a empresa rival WCW em 1994.
Onze partidas foram disputadas no evento. The Rock derrotou Hollywood Hulk Hogan na luta de atração principal apelidada de "Icon vs. Icon", enquanto no evento principal, Triple H derrotou Chris Jericho para ganhar o Campeonato Indiscutível da WWF. Em outras lutas importantes na eliminatória, Stone Cold Steve Austin derrotou Scott Hall, The Undertaker derrotou Ric Flair em uma luta sem desqualificação, e Rob Van Dam derrotou William Regal para ganhar o Campeonato Intercontinental da WWF.

## Produção

### Introdução
WrestleMania é considerado o principal evento pay-per-view (PPV) da World Wrestling Federation (WWF, agora WWE), tendo sido realizado pela primeira vez em 1985. Tornou-se o evento de wrestling profissional mais antigo da história e é realizado anualmente entre meados de Março a meados de abril. Foi o primeiro dos quatro pay-per-views originais da WWF, que inclui Royal Rumble, SummerSlam e Survivor Series, que foram apelidados de "Big Four", e foi considerado um dos "Big Five" PPVs, junto com King of the Ring. A WrestleMania 18, estilizada como WrestleMania X8, estava programada para ser realizada em 17 de março de 2002, no SkyDome em Toronto, Ontário, Canadá, marcando a segunda WrestleMania naquele local depois da WrestleMania VI em abril de 1990.

### Histórias

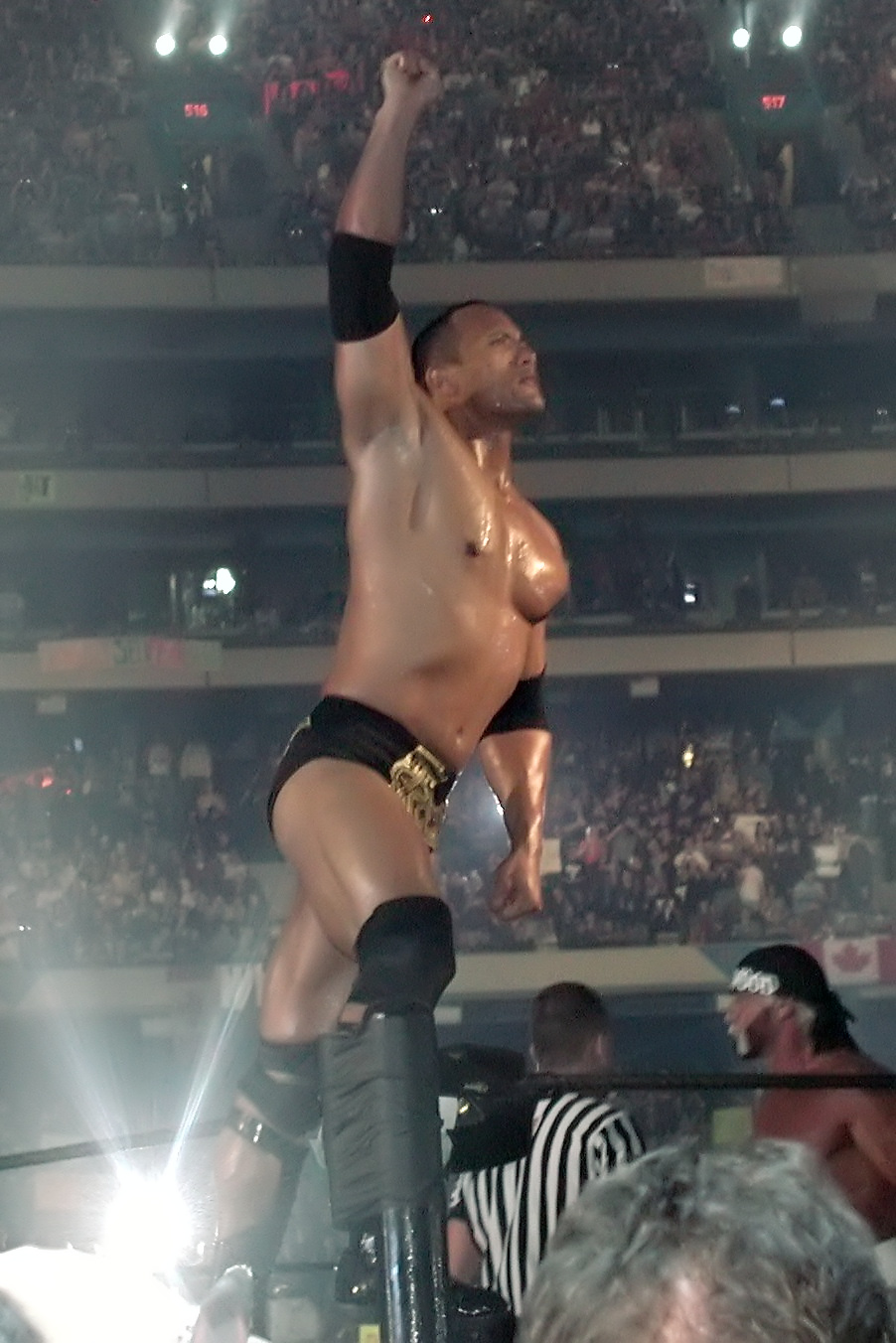
The Rock (esquerda) posa para a multidão antes de sua luta contra Hollywood Hogan (extrema direita)

A principal disputa acumulada na liderança do evento colocou The Rock e Stone Cold Steve Austin contra a New World Order (Hollywood Hogan, Kevin Nash e Scott Hall), com a atração principal sendo promovida como The Rock vs Hollywood Hogan, anunciada como um Icon vs Icon, rosto da luta geracional da empresa, colocando Hogan, que era a estrela de babyface da Era de Ouro contra The Rock, que era a estrela de babyface da Era Attitude.
O envolvimento de The Rock com a nWo começou após sua vitória sobre The Undertaker no No Way Out, quando um pedido de foto de Hogan para seu filho se transformou em uma troca de insultos. No episódio seguinte do Raw, The Rock interrompeu o discurso de Hogan para a multidão e desafiou Hogan para uma luta na WrestleMania. Quando Hogan aceitou e apertou a mão de seu futuro oponente, The Rock manteve o controle e atingiu o Rock Bottom em Hogan. Antes que The Rock pudesse deixar a arena, Hall e Nash emboscaram The Rock. Hogan, Nash e Hall atacaram The Rock com um cinto, um martelo e todos os três finalizadores, concluindo o ataque pintando com spray as iniciais nWo nas costas de The Rock. Com os médicos atendendo The Rock e carregando-o em uma van de ambulância, a nWo promoveu o ataque forçando os médicos a recuar, acorrentando todas as saídas possíveis da van e dirigindo um caminhão para dentro da van com The Rock preso dentro. O envolvimento de Stone Cold Steve Austin também começou no No Way Out, quando depois de ter seu presente de cerveja recusado, a nWo interferiu na luta pelo Campeonato Indiscutível da WWF de Austin contra Chris Jericho, ajudando Jericho a reter o título antes de pintar com spray as iniciais da nWo nas costas de Austin. Austin finalmente se vingou no episódio de 21 de fevereiro do SmackDown! quando, após a nWo ter dado um meio de desculpas por seu ataque a The Rock, ele perseguiu a nWo para fora do ringue com uma chave de roda. Austin conseguiu pegar Hall e atacá-lo com a chave de roda, mas Hogan e Nash salvaram Hall de ser atropelado pela caminhonete de Austin. Depois que a nWo encontrou sua limusine pintada com spray "What?" por Austin, este último sequestrou Hall e encerrou o show envergonhando-o no meio do ringue com "3:16" pintado com spray nas costas. No episódio seguinte do Raw, Hall desafiou Austin para uma luta na WrestleMania que Austin aceitou depois. A rivalidade entre Austin e a nWo continuou nas próximas semanas com Austin atacado por Hall duas vezes com um bloco de concreto e uma chave inglesa, enquanto Austin disparou uma arma de rede em Nash antes de bater em Hall. No episódio de 7 de março do SmackDown!, The Rock fez seu retorno e imediatamente desafiou Hogan para uma luta. Nash e Hall seguraram Hogan, deixando Hall para desafiar por uma partida. A luta de Rock com Hall terminou em um ataque de três contra um da nWo. O ataque da nWo foi interrompido por Austin, no entanto, que salvou The Rock com a ajuda de uma cadeira de aço. No Raw de 11 de março, Rock e Austin enfrentaram a nWo em uma luta de handicap, resultando em Hogan prendendo The Rock após um leg drop.

## Antes do Evento

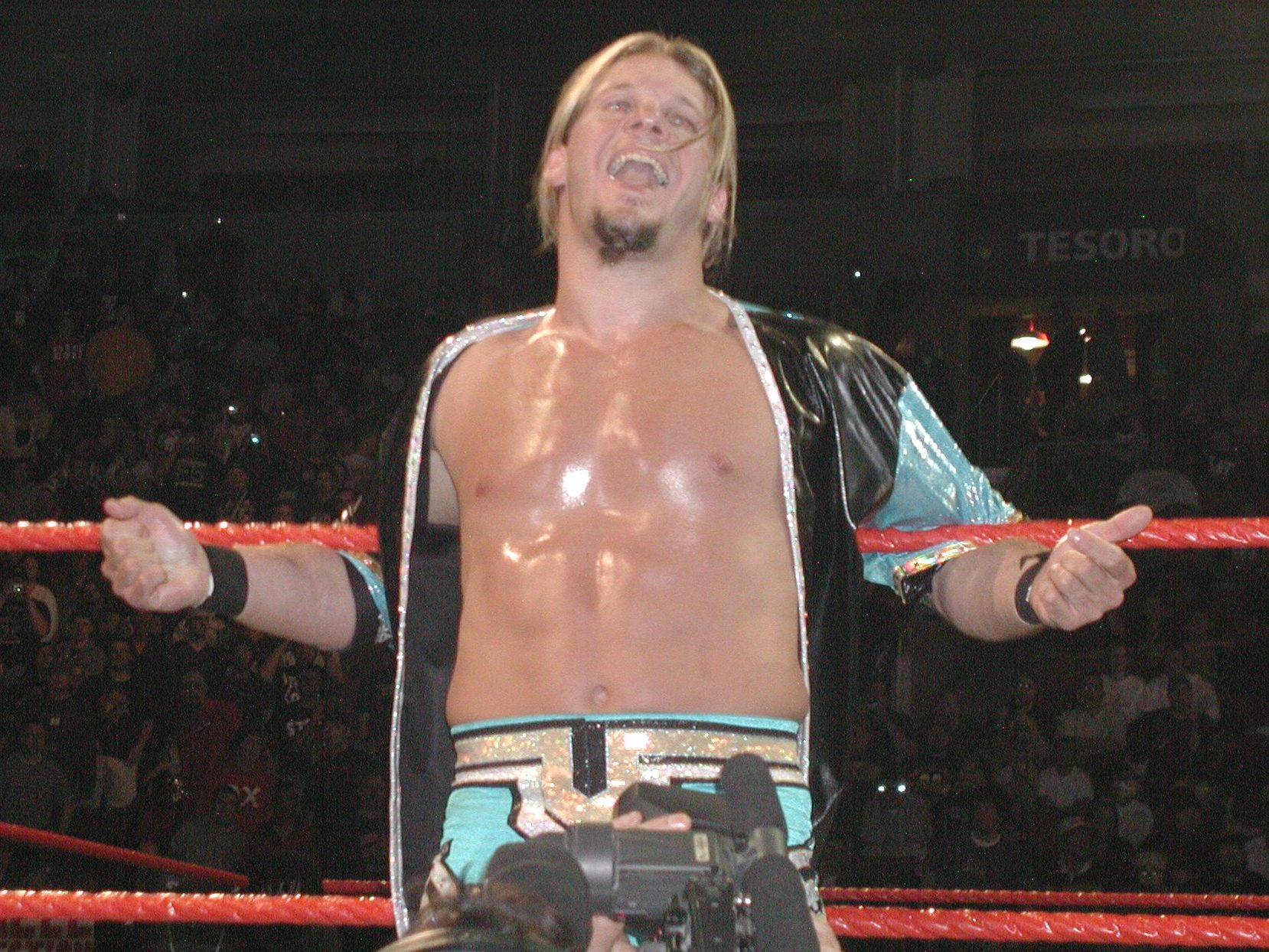
Chris Jericho, que defenderia seu título contra Triple H no evento principal

O evento principal da WrestleMania X8 envolveu Triple H contra o Undisputed Champion Chris Jericho e Stephanie McMahon. No Royal Rumble, Chris Jericho derrotou The Rock para manter o Undisputed Championship. No mesmo evento, Triple H ganhou a Royal Rumble Match, eliminando por último Kurt Angle, garantindo sua luta na Wrestlemania pelo título. No Raw após o evento, Triple H interrompeu Jericho e alertou a este que era digno o suficiente para estar no evento principal. Enquanto isso, sua esposa Stephanie estava começando a demostrar sinais de infelicidade com o casamento dos dois. A fim de recuperar seu relacionamento, Stephanie sugeriu no Raw que os dois renovassem seus votos de casamento na semana seguinte. Na primeira vez Triple H recusou, mas Stephanie revelou estar grávida, fazendo-o mudar de ideia. Para convence-lo de vez, os dois se encontraram com um medico no episódio seguinte do SmackDown!, com imagens de ultra-som do suposto filho de Stephanie. Em 11 de fevereiro, pouco antes do casamento, Triple H foi recebido com um telefonema de sua sogra Linda McMahon, que lhe tinha enviado uma fita de vídeo revelando que o médico era um ator e que Stephanie não estava grávida. No casamento, Triple H atacou-a, que por sua vez foi atacado por Vince McMahon, anunciando que seu casamento havia terminado. Um mês depois, Kurt Angle lutou contra Triple H no No Way Out disputando uma luta pelo título na Wrestlemania. Em vingança por ter arruinado seu casamento, Vince concedeu a Stephanie a chance de ser a árbitra especial para a luta. No No Way Out, Kurt Angle derrotou Triple H. Na noite seguinte no Raw, o WWF co-proprietário Ric Flair concedeu a Triple H uma revanche, com Stephanie sendo barrada do ringue, permitindo-lhe recuperar sua luta contra Chris Jericho. Em 21 de fevereiro no episódio da SmackDown !, Jericho se uniu a Stephanie e resolveram colocar suas diferenças no passado, o que fez com que os dois se tornassem parceiros de negócios. Jericho mais tarde anunciou que ela e Triple H terminaram o casamento definitivamente, e mais tarde naquela noite, Triple H rasgou (legitimamente) os quadriceps durante uma luta com Jericho, o deixando afastado por algum tempo. No acordo de divórcio dos dois, foi anunciado que os bens seriam divididos entre eles igualmente, para desgosto de Stephanie. Entre os bens selecionados foram: um manto que Triple H usou na primeira luta de sua carreira, o Corvette de Stephanie (que Triple H deu a ela, sendo mais tarde cortado em duas metades) e a Bulldog de Triple H, uma cadela chamada Lucy. Mais tarde, em 11 de março episódio da Raw, Jericho foi passear com o cão por ondens de Stephanie. Descontente com isso, Jericho amarrou Lucy em uma limusine e ordenou a um motorista desconhecido para comprar alguns purificadores de ar, colocando Lucy em um estado critico de asfixia. Querendo vingança por ter assassinado seu animal, Triple H invadiu a arena e tentou atacar Step'hanie, mas foi recebido com duas marretadas na perna recém recuperada por Jericho. No episódio seguinte da SmackDown, Stephanie notou que as marretadas poderiam por em risco a participação de Triple H na Wrestemania. No final do show, Triple H e Jericho brigaram no ringue que quase terminou com um Pedigree em Stephanie. No entanto, Jericho a salvou e submeteu Triple H em uma Walls Of Jericho.

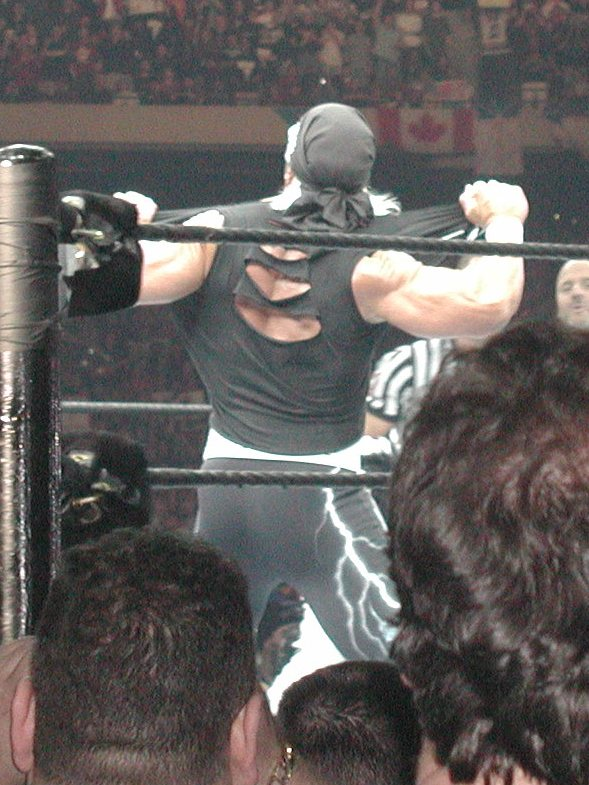
Hulk Hogan, em sua primeira Wrestlemania após 8 anos.

A feud secundária do evento constitui-se em The Rock e Steve Austin contra a nWo (Hollywood Hulk Hogan, Kevin Nash e Scott Hall). O envolvimento do Rock com a nWo começou depois de sua vitória sobre The Undertaker no No Way Out, quando o filho de Rock pediu uma foto autografada de Hogan, algo tido por Rock como um insulto. No episódio seguinte do Raw, The Rock interrompeu o Hogan Adress diante da multidão e desafiou Hogan para um combate na WrestleMania. Quando Hogan aceitou e apertou a mão de The Rock, o mesmo aplicou um Rock Bottom em Hogan, tornando-se um Heel. Antes de The Rock poderia deixar a arena, Hall e Nash o emboscaram Rock e tatuaram as iniciais nWo nas costas do Rock. Com médicos atendendo a The Rock e carregando-o em uma ambulância, a nWo promoveu o ataque acorrentando todas as saídas possíveis e sequestrando a van com The Rock preso dentro. O envolvimento de Steve Austin também começou no No Way Out , que depois de ter o seu pedido de cerveja recusada, a nWo interferiu na partida de Austin pelo Undisputed Championship contra Chris Jericho, ajudando Jericho para reter o título antes de tatuar as iniciais nWo nas costas de Austin. Austin finalmente conseguiu a sua vingança em 21 de fevereiro edição do SmackDown! quando ele perseguiu o nWo para fora do ringue com uma barra de ferro. Austin consegue pegar Hall e atacá-lo com o ferro, mas Hogan e Nash salvaram Hall de ser atropelado pelo caminhão de Austin. Após a nWo encontrar sua limusine com a frase What? escrita por Austin, Stone Cold sequestrou Hall e encerrou o show e para envergonhá-lo no meio do ringue, tatuou "3:16" em suas costas. No episódio seguinte da Raw, Hall desafiou Austin para um combate na WrestleMania, que aceitou depois. A rivalidade entre Austin e a nWo continuou para frente e para trás no próximo par de semanas, com Austin sendo atacando por Hall duas vezes com um bloco de concreto e uma chave inglesa, enquanto Austin disparou um netgun em Nash antes de bater em Hall. Em 07 de março o episódio da SmackDown, The Rock fez o seu regresso e imediatamente desafiou Hogan para uma luta. Nash e Hall retiraram Hogan, deixando Hall para desafiar para uma partida de vez. A luta de Rock contra Hall terminou em um ataque de três-contra-um pela nWo. O ataque da nWo foi parado por Stone Cold, que no entanto, salvou rock com a ajuda de uma cadeira de aço. Em 11 de março na edição do Raw, Rock e Austin assumiram lutar com a nWo em uma Handicap Match, resultando em Hogan fazendo o pin em The Rock depois de um Leg Drop.

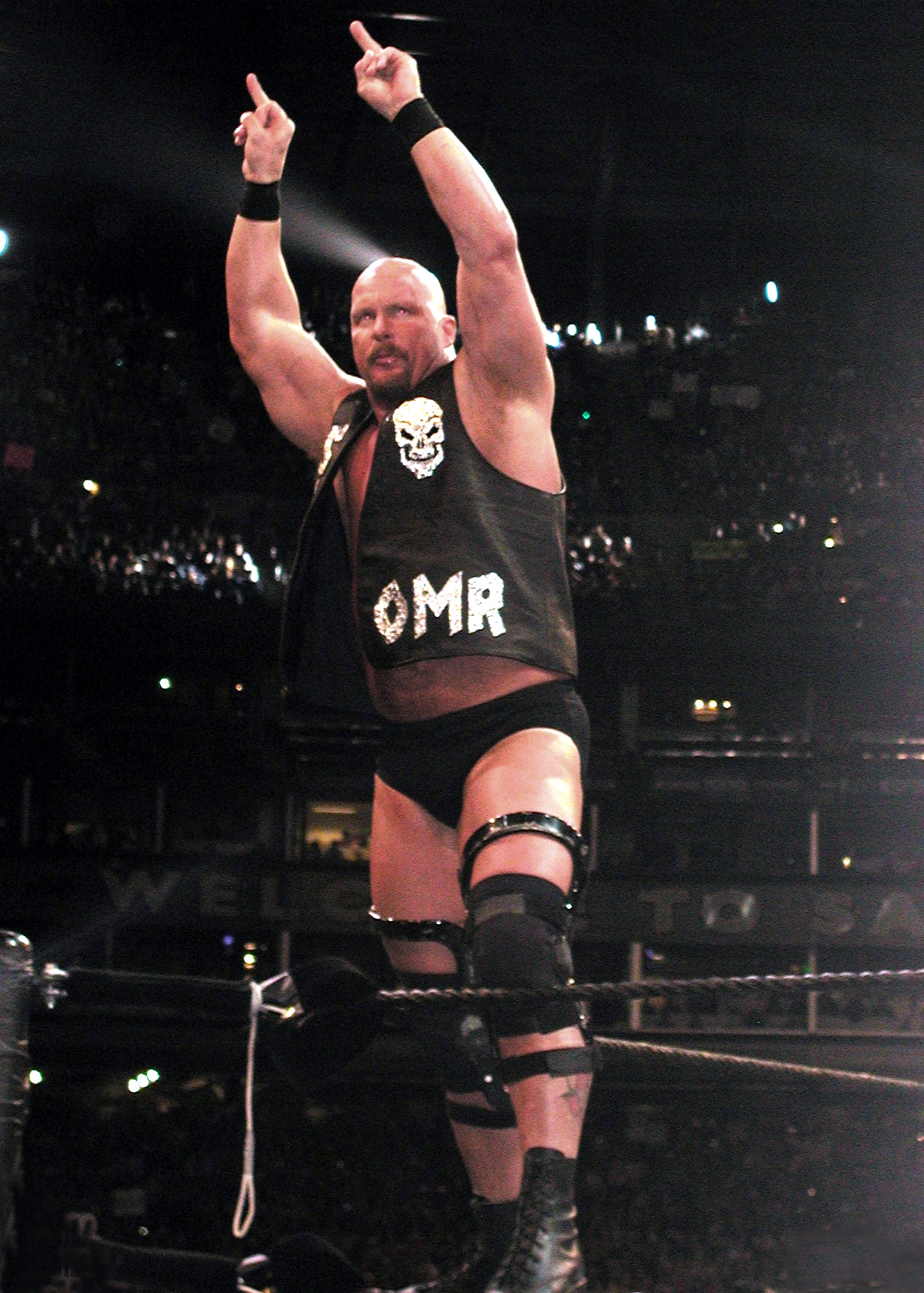
Steve Austin, que junto com The Rock, enfrentaria a nWo na Wrestlemania

Outra feud importante na WrestleMania X8 foi a rivalidade entre o empresário e do WWF co-proprietário Ric Flair e The Undertaker. A briga começou durante a emboscada de Undertaker em The Rock durante o No Way Out, com Undertaker dando um Chokeslam e um Tombstone Piledriver em The Rock encima de um carro. Pouco tempo depois, Ric Flair abertamente detestava suas ações de empresário. No Way Out, Flair interferiu na luta entre Undertaker e The Rock, atingindo Undertaker com uma barra de chumbo para ajudar The Rock na vitória. Longe de satisfação sobre esse resultado, The Undertaker desafiou Flair para um combate na WrestleMania. Flair recusou, afirmando que ele é proprietário e já não é mais um lutador. No entanto, Undertaker tentou convencer Flair atacando membros seletos de amigos e familiares. Após uma partida em 25 de fevereiro edição do Raw, o amigo de Flair Arn Anderson foi emboscado por The Undertaker durante seu trabalho como agente. The Undertaker seguiu na semana seguinte, atacando David, filho de Flair, ameaçando que faria o mesmo resto das crianças de Flair caso insistisse em recusar. Após este ataque, Flair aceitou a luta em 7 de Março na edição da Smackdown. Mais tarde naquela noite, os dois acabaram brigando na plateia, resultando em Flair acertando um fã por acidente. Como resultado, Flair foi preso para deleite de Undertaker. Em 11 de março no episódio do Raw, seu rival e proprietário da WWF Vince McMahon pediu uma reunião de emergência com o conselho de administração da WWF, citando o ataque de Flair com ventilador como inaceitável, e que apenas ele teria autoridade maxima na WWF. Com Flair ainda determinado a assumir lutar com Undertaker na WrestleMania, a CEO Linda McMahon não teve escolha, para dar a Vince total controle sobre a empresa. Apesar disso, Linda também afirmou que a situação de propriedade, também seria analisado depois da Wrestlemania com uma decisão final. Para adicionar ainda mais insultos, Vince McMahon marcou para David Flair uma luta contra Undertaker em 14 de março no episódio da SmackDown. The Undertaker quase aplicou em David um Last Ride, mas foi parado por Ric Flair, que salvou seu filho com algumas cadeiradas de aço em Undertaker.
| Role:                | Name:                     |
| -------------------- | ------------------------- |
| Comentaristas        | Jerry Lawler              |
| Comentaristas        | Jim Ross                  |
| Comentaristas        | Carlos Cabrera (Spanish)  |
| Comentaristas        | Hugo Savinovich (Spanish) |
| Narradores           | Jonathan Coachman         |
| Narradores           | Michael Cole              |
| Narradores           | Lilian Garcia             |
| Anunciador de Ringue | Howard Finkel             |
| Árbitros             | Mike Chioda               |
| Árbitros             | Jack Doan                 |
| Árbitros             | Brian Hebner              |
| Árbitros             | Earl Hebner               |
| Árbitros             | Jacqueline                |
| Árbitros             | Jim Korderas              |
| Árbitros             | Teddy Long                |
| Árbitros             | Nick Patrick              |
| Árbitros             | Chad Patton               |
| Árbitros             | Charles Robinson          |
| Árbitros             | Mike Sparks               |
| Árbitros             | Tim White                 |

## Evento
Antes do evento ser transmitido ao vivo em pay-per-view, uma Tag Team Match de seis homens foi transmitida pelo Sunday Night Heat entre a equipe de Mr. Perfect, Lance Storm e Test e a equipe de Rikishi, Scotty 2 Hotty e Albert. Rikishi venceu a partida por sua equipe após derrotar Mr. Perfect com um Banzai Drop.
O pay-per-view, começou com uma performance ao vivo da música "Superstar" da banda Saliva.
A primeira luta do evento foi pelo WWE Intercontinental Championship entre o campeão William Regal defendendo o seu título contra Rob Van Dam. Regal tentou duas vezes acertar Van Dam com um soco inglês, porém, sem sucesso. RVD venceu a partida depois de um Five Star Frog Splash para ganhar o seu primeiro titulo Intercontinental.
A luta seguinte foi pelo WWE European Championship entre o campeão Diamond Dallas Page e Christian. Perto do final da luta, Christian atingiu Page com um neckbreaker mas não conseguiu encerrar a luta, para seu desespero. Page acertou um roll up em Christian, mas também nao obteve sucesso. Page finalmente conseguiu encerrar a luta com um Diamond Cutter, deixando Christian furioso.
O campeão hardcore Maven contra Goldust seria a próxima luta. A partida começou com Goldust apanhando um tampa de lata de lixo para acertar Maven que por sua vez também pegou uma tampa, se batendo um ao outro. Com Maven caido e Goldust fora do ringue, Spike Dudley surgiu e fez o pin em Maven. Sob a regra 24/7 , Spike se tornou o  novo campeão Hardcore nova. Mas a sua celebração foi de curta duração, pois Crash Holly apareceu e perseguiu pela multidão Spike com Maven e Goldust. Nos bastidores, Crash e Spike continuaram a lutar. Al Snow tentou interferir dirigindo um carrinho de golfe (junto com o árbitro Teddy Long) para atropelar os dois, mas acabou batendo em algumas caixas. Spike e Crash continuavam brigando, com Crash lançando Spike contra uma porta de aço, mas acabou sendo chutado por The Hurricane, que por sua vez amarrou Spike, que em seguida fez o pin para se tornar o novo campeão Hardcore sob a regra 24/7.
A quarta luta foi entre Kurt Angle e Kane. Durante a luta, Angle com sucesso acertou Kane com um Flying Clothesline. Confiante, Angle tentou outra vez o golpe, mas Kane impediu e também executou seu signature movie Flying Clothesline. Mais tarde, Kane levantou Angle para lhe aplicar um Tombstone Piledriver, mas Angle agarrou a máscara de Kane, distraindo-o o suficiente para executar seu Angle Slam, seguido de um Ankle Lock, que foi interrompido quando Kane agarrou as cordas. Com Angle ainda segurando o pé, Kane usou o outro pé para acertar um Enzuigiri. Um outro Flying Clothesline foi interrompido quando Angle correu para o canto e fez um Belly To Back Suplex em Kane. Após isso, Kane tentou aplicar um Chokeslam em Angle, mas o mesmo reverteu em um roll-up, fazendo o pinfall e assim ganhando a luta.
A luta seguinte consistia em Ric Flair vs Undertaker em uma No Disqualification. A partida começou os dois brigando fora do ringue. De volta ao ringue, Undertaker tentou aplicar um Old School em Flair, mas Flair impediu puxando-o das cordas. Mais tarde, Flair submeteu Undertaker em um Figure Four leglock. Undertaker, no entanto, rebateu nele, segurando sua garganta e lhe executando um Chokeslam. Perto do final da luta, Arn Anderson veio correndo para o ringue e acertou um Spinebuster em Undertaker. Apesar disso, foi o único movimento que deu Flair uma contagem de dois, mas logo depois, Undertaker submeteu Anderson em um Dragon Sleeper. Flair quebrou a submissão com uma cadeira de aço em Undertaker. Mais tarde, Taker acertou um Big Foot e tentou um Last Ride, porém sem sucesso. Seguidamente, Undertaker acertou um Tombstone Piledriver em Flair, assim vencendo-o e aumentando sua streak na Wrestlemania para 10-0.

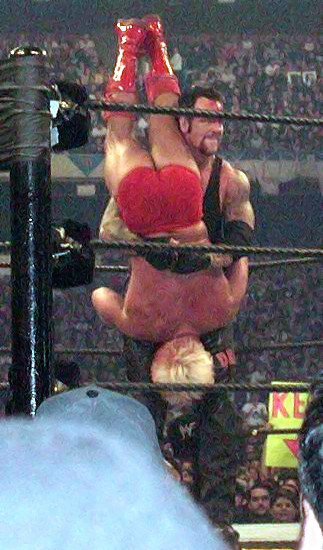
Undertaker aplicando um Tombstone Piledriver em Ric Flair

Edge vs Booker T foi a sexta luta da noite. Booker T ganhou vantagem no início da luta. No entanto, Edge serecuperou e atingiu Booker com um hurricanrana, que em seguida, tomou um Step Kick de Edge do Turnbuckle. Mais tarde, Booker tentou derrotar Edge
com seu BookEnd mas sem sucesso. Depois de emular o Spinaroonie do próprio Booker, Edge venceu a partida com um Edgecution.
Nos bastidores, The Hurricane, foi entrevistado por Jonathan Coachman. O Ajudante de Hurricane, Mighty Molly, pouco apareceu na reportagem e sugeriu que os dois deveriam ir ao seu Hurri-Cycle. Assim que Hurricane virou-se para aquela direção, Molly bateu com uma frigideira na parte de trás de sua cabeça e fez o pin para se tornar o novo campeão de Hardcore sob a regra 24/7.
A sétima luta da noite foi entre Steve Austin e Scott Hall, com Kevin Nash como seu manager. A luta começo com Austin sendo atacado pelos dois, com Hall lhe atingindo com um chicote irlandes . Em seguida, Austin acertou um Stone Cold Stunner em Hall, que iria fazer o pinfall, mas Nash puxou o árbitro antes que o mesmo terminasse de contar e bateu  em Austin fora do ringue.  Austin voltou e acertou um Stunner em Nash e dois em Hall, mas novamente a contagem foi interrompida por Nash. Hall depois tentou aplicar o seu finisher Razor's  Edge em Austin, mas o mesmo o reverteu em um Back Body Drop  para o lado de fora do ringue.  Eventualmente, Nash foi forçado a deixar o estádio por um grupo de funcionários da WWF. Em seguida, Austin aplicou seu Stunner novamente, mas também novamente nao obteve sucesso. Austin se enfureceu e executou rapidamente dois Stunners em Hall, conseguindo assim finalmente encerrar a luta.
A oitava luta foi uma Four Corners Elimination Match Cantos pelo WWF Tag Team Championship entre os campeões Billy & Chuck, contra a APA, os Dudley Boyz e os Hardy Boyz. Durante a entrada dos Dudleys, a banda Saliva fez uma performance ao vivo de seu tema, "Turn The Tables  ".  A APA foram rapidamente eliminados quando D-Von Dudley prendeu Bradshaw que foi atingido após um 3D de ambos os Dudleys, que depois foram pegar mesas fora do ringue. Stacy Keibler, com manager  dos Dudley Boyz, tentou distrair Jeff Hardy, mas Jeff a beijou e jogou ela para fora do ringue. Os Dudleys tentaram aplicar um Whassup em Chuck, mas Billy empurrou D-Von para fora do turnbuckle, fazendo o  cair na mesas que ele mesmo tinha armado do lado de fora do ringue. Bubba Ray Dudley tomou um Twist of Fate de Matt Hardy seguido por um Swanton Bomb de Jeff. Matt então fez o pin em Bubba Ray para eliminar os Dudley Boyz. Billy e Chuck mantiveram seus títulos quando Billy bateu em Jeff com um dos cinturões do título, permitindo que Chuck pudesse fazer o pin.
Nos bastidores, o batalha pelo WWE Hardcore Championship continuou novamente quando Mighty Molly foi atingido com uma barra de aço por algúem desconhecido. O atacante revelou ser Christian, que, em seguida, fez o pin e se tornou o novo campeão hardcore pela regra 24/7.
|A luta entre The Rock e Hollywood Hulk Hogan, que foi apelidada de "Icon vs Icon", era a próxima. A luta começou com Hogan dominando Rock. Durante a luta, Rock submeteu Hogan em um Sharpshooter, que eventualmente desistiu, mas o árbitor havia sido nocauteado e foi incapaz de encerrar o combate. The Rock tentou reanimar o árbitro, mas Hogan deu-lhe um Low Blow seguido de um Rock Bottom, do próprio Rock, mas sem sucesso. Os dois aplicaram seus respectivos finishers: Rock Bottom e Atomic Leg Drop, mas não conseguiram encerrar o combate. Depois de dois Rock Bottoms e um People's Elbow, The Rock derrotou Hogan e venceu o combate. Após a luta os dois apertaram as mãos como sinal de respeito. Com The Rock deixando o ringue, Kevin Nash e Scott Hall apareceram e atacaram Hogan, portanto, terminando a participação de Hogan na nWo. The Rock voltou e salvou Hogan de novos ataques. Como sinal de respeito, Rock cumprimentou Hogan novamente e ambos deixaram o ringue.

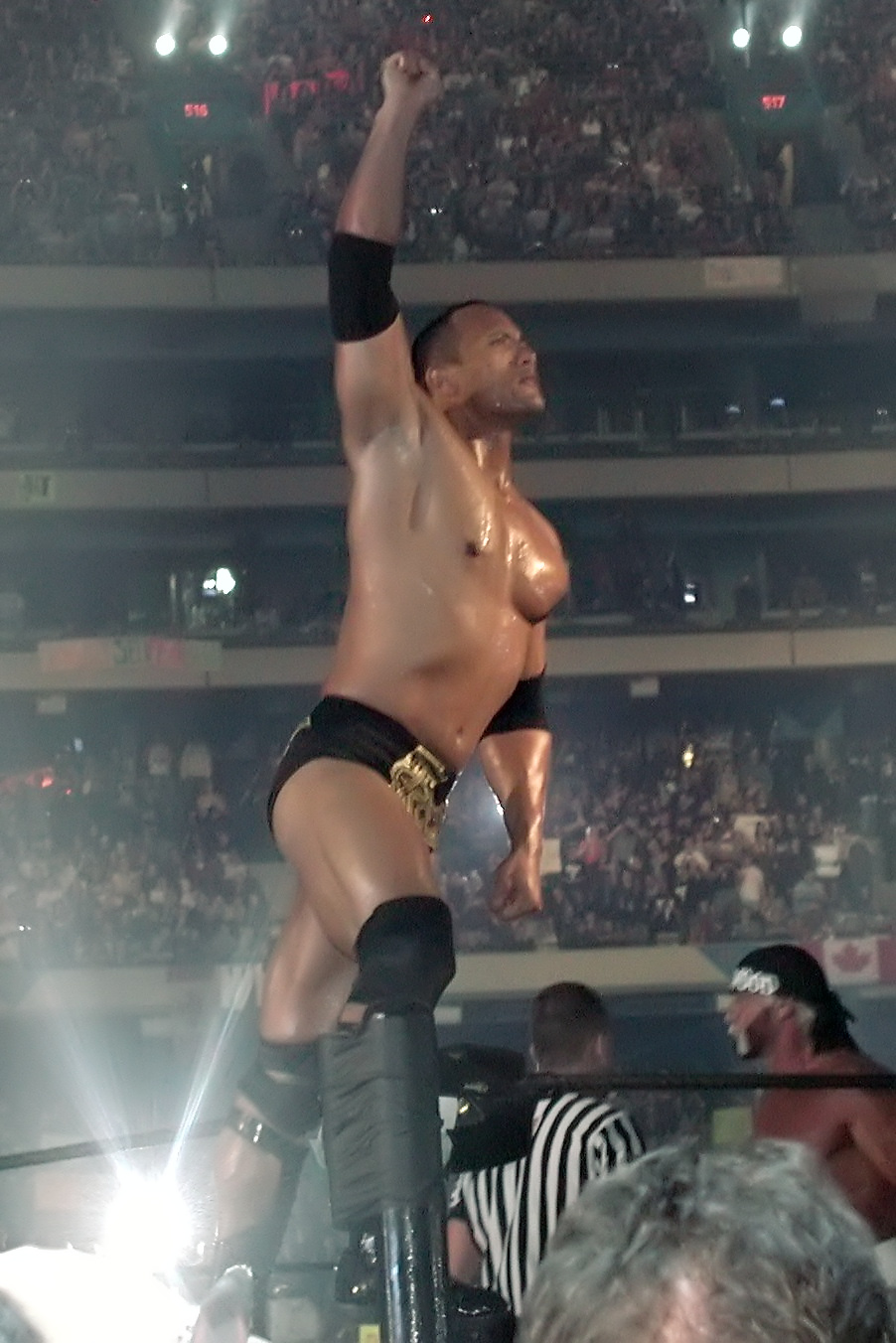
The Rock antes de enfrentar Hulk Hogan.

A penúltima luta da noite foi um Triple Threat Match entre Jazz, Trish Stratus e Lita pelo WWE Womens Championship. Perto do final da luta, uma tentativa de Stratusfaction por Trish em Lita foi impedida quando Lita jogou Trish para o canto e depois para fora do ringue. Com Lita no canto, Jazz aplicou na mesma um fisherman superplex, que lhe permitiu fazer o pin em Lita e permanecer como Womens Champion.
No estacionamento, Christian se preparava para deixar o estádio em um táxi. No entanto, Maven puxou Christian para fora e rapidamente fez o pin para ganhar o Hardcore Champion. Maven, em seguida entrou no táxi e foi embora, terminando assim a noite como o campeão hardcore final.
O evento principal da noite foi a luta entre o Undisputed Championship Chris Jericho e Triple H. Durante a entrada de Triple H, Drowning Pool realizou uma performance ao vivo de sua música-tema, "The Game". Com a perna  de Triple H enfaixada, ambos Jericho e Stephanie McMahon a atacaram durante a luta. Triple H foi mais esperto que os dois, evitando o ataque de Jericho, fazendo-o colidir com Stephanie, que estava no canto. Fora do ringue, Triple H tentou aplicar um pedigree em Jericho em cima de uma mesa. No entanto, Jericho reverteu-o em um back drop,  jogando Triple H em cima da mesa dos locutores espanhóis.  Stephanie tentou bater em Triple H com uma cadeira de aço, mas foi retirada pelo árbitor Earl Hebner. Stephanie empurrou Hebner, mas foi atingida por um Pedigree de Triple H.  Jericho tentou imitar o Pedigree em Triple H, que foi revertido em um catapult. Triple H depois acertou o Pedigree em Jericho e fez o pin para se tornar o novo Undisputed Champion.

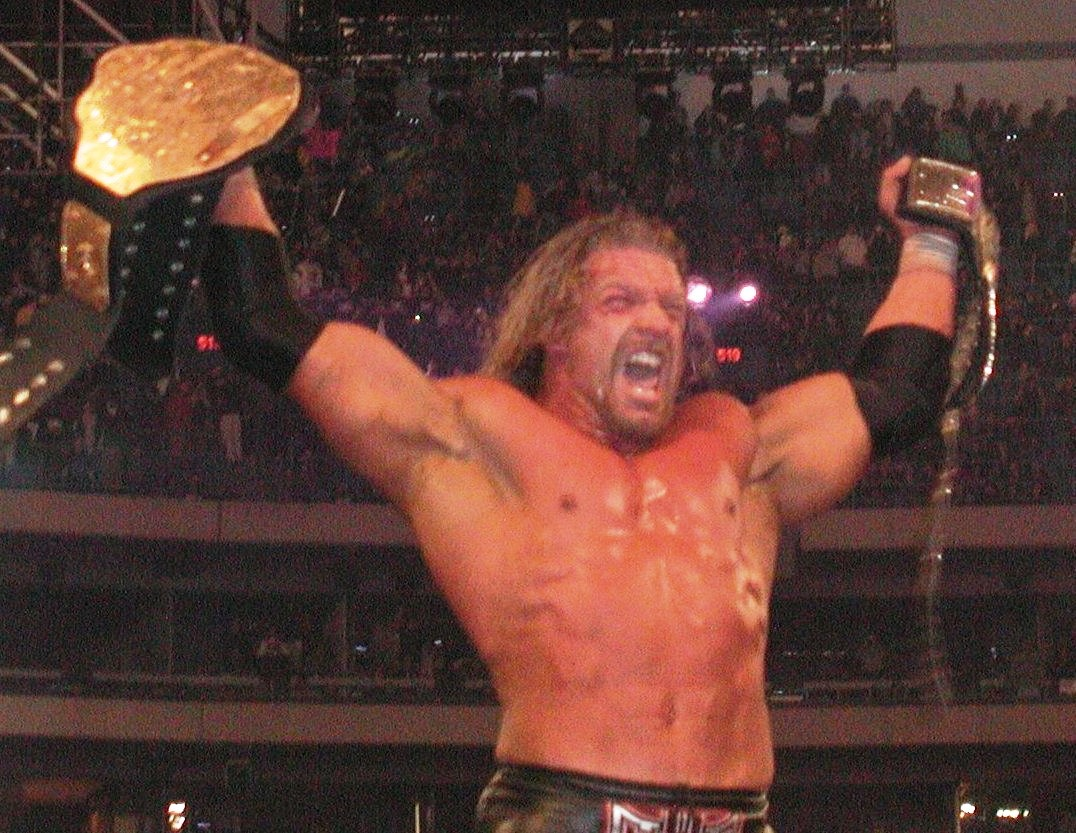
Triple H após derrotar Chris Jericho na Wrestlemania X8

## Depois do Evento
Após a WrestleMania, o conselho de administração da WWF tomou uma decisão final sobre o controle interno da empresa. Devido aos conflitos entre Vince McMahon e Ric Flair, Linda McMahon propôs uma brand extension, dividindo o elenco de lutadores em duas divisões distintas: o Raw e o Smackdown!. Vince tomou o controle do SmackDown!, enquanto Flair iria controlar o Raw. Uma Draft foi realizada com cada proprietário podendo receber um total de 30 lutadores. O projeto foi realizado no Raw de 25 de março, enquanto a brand extension começou oficialmente em 1 de abril.
A feud de Triple H com Stephanie foi concluída no Raw de 25 de março, quando ele derrotou ela e Chris Jericho em uma Triple Threat pelo Undisputed Championship. Como estipulação, Stephanie foi forçada a deixar a WWF. A rixa de Triple H com Jericho continuou com Jericho interferindo na luta de Triple H no Backlash contra Hollywood Hulk Hogan. A rivalidade terminou em uma Hell in a Cell no Judgement Day.
Até a brand extension entrar em atividade, The Rock e Hulk Hogan rivalizaram com Kevin Nash e Scott Hall. No SmackDown! antes da brand extension, a equipe de Rock, Hogan e Kane derrotaram Nash, Hall e o novo membro da nWo X-Pac em uma luta tag team de seis homens. The Rock saiu pouco depois da draft por um periodo de três meses para promover para mídia o seu filme O Escorpião Rei.
Depois de ser convocado para a Brand Raw, Steve Austin entrou em rivalidade com The Undertaker e Ric Flair, , lutando com o primeiro no Backlash por uma chance de desafiar o Undisputed Champion pelo título. A história em si evoluiu em uma briga entre Austin e Flair, com o envolvimento da nWo, em nome de Flair.
Wrestlemania X8 seria a última edição da Wrestlemania sob o nome WWF; com a empresa enfrentando na justiça o World Wide Found Life pelo uso das mesmas iniciais. A World Wrestling Federation mudou o nome para a World Wrestling Entertainment (WWE) em 5 de maio de 2002.

## Recepção
WrestleMania X8 teve recepção positiva da crítica. Escrevendo pela SLAM! Wrestling, John Powell deu ao evento no geral a nota 7 de 10 estrelas, que é uma nota mais baixa do que a do evento do ano anterior. O evento principal entre Chris Jericho e Triple H pelo WWF Undisputed Championship recebeu a mais alta classificação de todos as lutas do card: 8 em 10 estrelas; a luta entre The Rock e Hulk Hogan recebeu uma classificação de 7 em 10 estrelas , a entre Stone Cold Steve Austin e Scott Hall recebeu 6 estrelas, a luta no disqualification entre The Undertaker e Ric Flair foi classificada como 7,5 de 10 estrelas e a Four Corners Elimination Match pelo WWF Tag Team Championship entre Billy e Chuck, The APA, os Hardy Boyz e os Dudley Boyz foi classificada como 5 de 10 estrelas. Robert Leighty Jr. do site 411mania deu ao evento uma pontuação de 6,8 de 10,0 e citou: "Esse show é lembrado por combinar, lutas individuais, mas caramba, não foi um jogo épico? O evento principal e uma boa exibição de Taker / Flair adicionaram  profundidade ao show, mas todo o resto foi ferido pela falta de tempo. Isso é sentido desde as primeiras Wrestlemanias onde você tinha que sentar-se em um monte de objetos para conseguir chegar aos pontos mais altos.

## Resultados
| Nº                                          | Resultados | Estipulações                                                   | Tempo |
| ------------------------------------------- | --- | -------------------------------------------------------------- | ----- |
| Heat                                        | Rikishi, Scott 2 Hotty e Albert derrotaram Mr. Perfect, Lance Storm e Test                                                                | Luta de trios com Jacqueline como árbitra especial             | 3:06  |
| 1                                           | Rob Van Dam derrotou William Regal (c) | Luta individual pelo WWF Intercontinental Championship         | 6:19  |
| 2                                           | Diamond Dallas Page (c) derrotou Christian                                                                                                | Luta individual pelo WWF European Championship                 | 6:08  |
| 3                                           | Maven (c) vs. Goldust acabou sem vencedor                                                                                                 | Luta Hardcore pelo WWF Hardcore Championship                   | 3:15  |
| 4                                           | Kurt Angle derrotou Kane | Luta individual                                                | 10:45 |
| 5                                           | The Undertaker derrotou Ric Flair | Luta sem desqualificações                                      | 18:47 |
| 6                                           | Edge derrotou Booker T | Luta individual                                                | 6:32  |
| 7                                           | Stone Cold Steve Austin derrotou Scott Hall (com Kevin Nash)                                                                              | Luta individual                                                | 9:51  |
| 8                                           | Billy & Chuck (c) derrotaram The APA (Faarooq e Bradshaw), Dudley Boyz (Bubba Ray e D-Von) (com Stacy Keibler) e Hardy Boyz (Matt e Jeff) | Luta Four Corners de eliminação pelo WWF Tag Team Championship | 13:50 |
| 9                                           | The Rock derrotou Hollywood Hulk Hogan | Luta individual                                                | 16:23 |
| 10                                          | Jazz (c) derrotou Trish Stratus e Lita | Luta Triple Threat pelo WWF Women's Championship               | 6:16  |
| 11                                          | Triple H derrotou Chris Jericho (c) (com Stephanie McMahon)                                                                               | Luta individual pelo WWF Undisputed Championship               | 18:40 |
| (c) – Refere-se aos campeões antes da luta. | |                                                                |       |